# Saint-Romain-les-Atheux
Saint-Romain-les-Atheux é uma comuna francesa na região administrativa de Auvérnia-Ródano-Alpes, no departamento de Loire. Estende-se por uma área de 14,68 km². Em 2010 a comuna tinha 966 habitantes (densidade: 65,8 hab./km²).